# Terremoto de Sicilia de 1693
El terremoto de Sicilia de 1693 fue un desastre natural que afectó partes del sur de Italia cerca de Sicilia, entonces un territorio parte de la Corona de Aragón de los reyes de España, Calabria y Malta, el 11 de enero alrededor de las 21:00 hora local. Este terremoto fue precedido por un temblor de gran magnitud el 9 de enero. El sismo principal tuvo una magnitud estimada de 7,4 en la escala de magnitud de momento, el más potente registrado en la historia italiana, y una intensidad máxima de XI ( Extrema ) en la escala de intensidad de Mercalli, destruyendo al menos 70 pueblos y ciudades, afectando gravemente un área de 5600 kilómetros cuadrados (2162,2 mi²) y que causó la muerte de unas 60.000 personas.
El terremoto fue seguido por una serie de tsunamis que devastaron las aldeas costeras del mar Jónico y del estrecho de Messina. Casi dos tercios de toda la población de Catania pereció. El epicentro del desastre estuvo probablemente cerca de la costa, posiblemente en alta mar, aunque la posición exacta sigue siendo desconocida. La extensión y el nivel de destrucción causados por el terremoto dieron lugar a una amplia reconstrucción de las ciudades y pueblos del sureste de Sicilia, en particular del Val di Noto, en un estilo barroco tardío homogéneo, descrito como "la culminación y el florecimiento final del arte barroco en Europa".
Según un relato contemporáneo del terremoto realizado por Vincentius Bonajutus, publicado en Philosophical Transactions of the Royal Society: "En este país era imposible mantenerse de pie o en un mismo lugar sobre la Tierra danzante; es más, los que yacían en el suelo eran sacudidos de un lado a otro, como si estuvieran en una ola ondulante".

## Entorno tectónico
Sicilia se encuentra en parte del complejo límite convergente donde la placa africana se subduce debajo de la placa euroasiática. Esta zona de subducción es responsable de la formación del estratovolcán Etna y de una considerable actividad sísmica. Sin embargo, los terremotos más dañinos ocurren en la zona de fallas Siculo-calabrés. Esta zona de fallas extensionales se extiende por unos 370 kilómetros (229,9 mi), formando tres segmentos principales a través de Calabria, a lo largo de la costa este de Sicilia e inmediatamente en alta mar, y finalmente formando el margen sureste de la meseta ibláica. Las fallas en el segmento calabrés fueron responsables de la secuencia de terremotos de Calabria de 1783.
En la parte sur de la costa oriental de Sicilia, las investigaciones han identificado una serie de fallas normales activas, orientadas hacia el este. La mayoría de ellos se encuentran en alta mar y algunos controlan cuencas que contienen grandes espesores de sedimentos cuaternarios. Las dos fallas más grandes, conocidas como fallas maestras occidental y oriental, bordean semidramas con rellenos de hasta 700 metros (2296,6 pies) y 800 metros (2624,7 pies) respectivamente. En tierra, se han reconocido dos edades de fallas: una fase anterior con orientación NO-SE y una fase posterior con orientación SSO-NNE que claramente compensa al primer grupo, incluida la falla de Avola y el sistema de fallas Rosolini-Ispica.

## Características de los terremotos

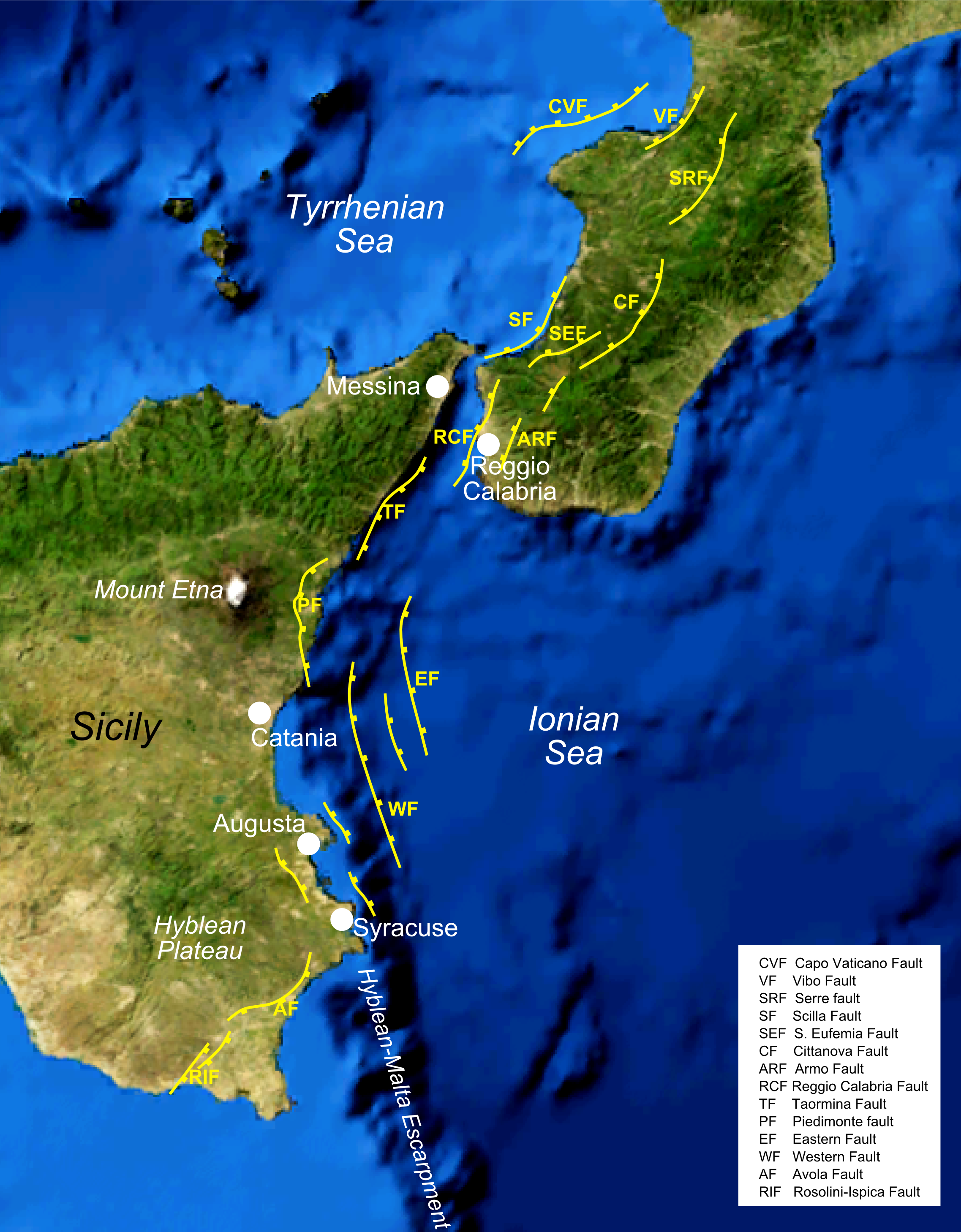
Principales fallas de la zona de rift siculo-calabrés

### Premonición del 9 de enero
Dos días antes del sismo principal, a las 21:00 hora local, se produjo un terremoto destructivo, centrado en el Val di Noto. Tuvo una magnitud estimada de 6,2 y una intensidad máxima percibida de VIII a XI en la escala de intensidad de Mercalli. Se han estimado intensidades de VIII o superiores para Augusta, Avola Vecchia, Floridia, Melilli, Noto Antica, Catania, Francofonte, Lentini, Scicli, Sortino y Vizzini. Augusta se encuentra bastante fuera de la zona principal de fuertes temblores; sus extensos daños probablemente se deben a su construcción sobre sedimentos no consolidados.
Por la forma y ubicación del área de máximo daño, se cree que el terremoto fue causado por el movimiento en la falla de Avola.

### El terremoto del 11 de enero
El terremoto duró cuatro minutos, según relatos de la época. La magnitud estimada de 7,4 se toma de la extensión y grado de los daños registrados, con un área muy grande que alcanzó X ( extremo ) o más en la escala de Mercalli. Las sacudidas máximas alcanzaron XI en las localidades de Buscemi, Floridia, Melilli, Occhiola y Sortino.
Se debate el origen del terremoto del 11 de enero. Algunos catálogos dan un epicentro en tierra sin ninguna asociación directa con una estructura conocida, mientras que otros proponen que la fuente fue en alta mar debido al tsunami asociado, que involucró una ruptura a lo largo de una falla normal, parte de la zona de fallas Siculo-Calabresa, o una ruptura a lo largo de la zona de subducción debajo del mar Jónico. Un análisis de la distribución de los movimientos de tsunami a lo largo de la costa sugiere que un deslizamiento submarino desencadenado por el terremoto es la fuente más probable, en cuyo caso el tsunami no proporciona ninguna restricción sobre el epicentro. El origen del deslizamiento de tierra está respaldado por la observación de posibles cuerpos de deslizamiento de tierra a lo largo del acantilado Hyblean-Malta.
Los documentos históricos del Archivo General de Simancas mencionan docenas de réplicas, algunas tan tardías como agosto de 1694, y otras supuestamente tan fuertes como el terremoto inicial del 11 de enero de 1693. Las réplicas continuaron al menos hasta 1696, con sus efectos concentrados en pueblos a lo largo de la costa, apoyando un epicentro cerca de la costa o en alta mar.

## Tsunami
El tsunami provocado por el terremoto afectó la mayor parte de la costa del mar Jónico de Sicilia, unos 230 kilómetros (142,9 mi) en total. Lo primero que se notó en todas las localidades afectadas fue un retroceso del mar. Los efectos más fuertes se concentraron alrededor de Augusta, donde la retirada inicial dejó el puerto seco, seguida por una ola de al menos 2,4 metros (7,9 pies) de altura, posiblemente hasta 8 metros (26,2 pies), que inundó parte de la ciudad. La inundación máxima de aproximadamente 1,5 kilómetros (0,9 mi) se registró en Mascali.
Se han encontrado depósitos de tsunami vinculados al tsunami de 1693 tanto en tierra como en alta mar. En Ognina, justo al sur de Siracusa, en la cabecera de una ría, se ha encontrado una secuencia que contiene varias capas clásticas gruesas, incompatibles con su entorno lagunar. La capa gruesa superior, que tiene una base fuertemente erosiva, está formada por arena gruesa con clastos de tamaño de gránulo. La capa ha sido datada entre los siglos XVII y XVIII basándose en fragmentos de cerámica y una tubería de arcilla bien conservada, en consonancia con el tsunami de 1693. En alta mar frente a Augusta, se tomó una muestra de una secuencia identificada mediante datos del sonar chirp con un 6,7 metros (22,0 pies) núcleo de gravedad en 72 metros (236,2 pies) de agua. Tras un análisis detallado tanto del tamaño del grano como de los conjuntos de foraminíferos, se encontraron once posibles eventos de alta energía basados en la presencia de un gran número de foraminíferos de aguas poco profundas combinados con una mayor proporción de arena fina en el mismo intervalo. Los dos eventos más importantes se correlacionan bien con los tsunamis del terremoto de Messina de 1908 y el terremoto de 1693.

## Enlace a la erupción del Etna
Aunque hay informes de una erupción en el momento del terremoto, la mayoría de las fuentes sugieren que el volcán había estado inactivo desde la erupción destructiva de 1669. El análisis de la relación entre erupciones y terremotos ha descubierto que los terremotos son seguidos por largos períodos sin actividad en las "zonas de ruptura" que se extienden al norte y al sur desde la cumbre. Las estimaciones de la transferencia de tensión de Coulomb debido a la intrusión de diques en las zonas de rift asociadas con la erupción de 1669 sugieren que esto podría haber ayudado a desencadenar el terremoto de 1693, al aumentar los niveles de tensión en las fallas.

## Daño

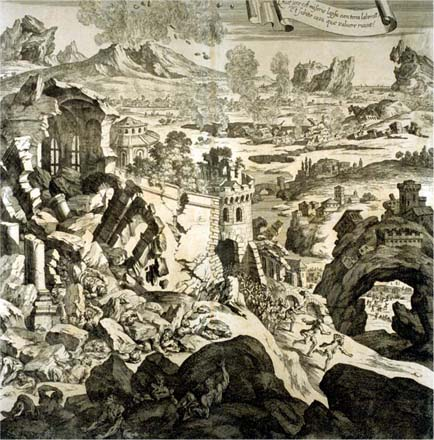
Representación del terremoto en un grabado de 1696, que posiblemente muestra Catania

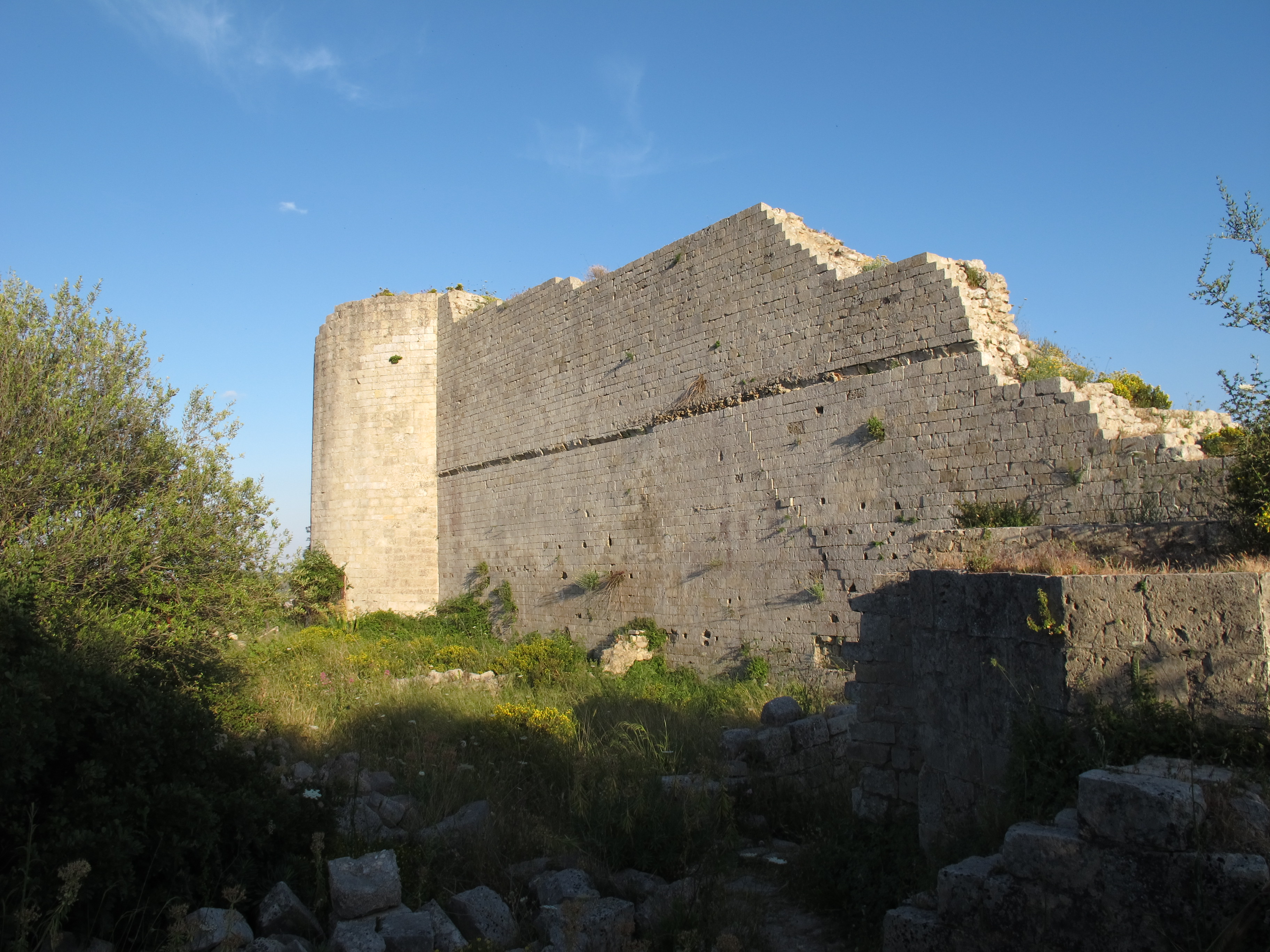
Ruinas del castillo normando en Noto Antica

### Premonición del 9 de enero
A pesar de la dificultad de separar los efectos de este evento del sismo principal, hay alguna información disponible. Este terremoto causó daños generalizados, especialmente en Augusta, donde casi la mitad de las casas quedaron destruidas. La mayoría de los edificios de dos distritos de Avola se derrumbaron y muchos edificios también fueron destruidos en Noto, Floridia, Lentini y Mellili. Algunos edificios se derrumbaron en Catania, Vizzini y Sortini. Se estima que hubo 200 muertes tanto en Augusta como en Noto.

### El terremoto del 11 de enero
La zona de graves daños cubrió la mayor parte del sureste de Sicilia, un área de unos 14 000 kilómetros cuadrados (5405,4 mi²), incluidas todas las actuales provincias de Catania, Ragusa y Siracusa. Al menos 70 ciudades, pueblos y aldeas fueron devastados, con algunos ejemplos de derrumbes al menos parciales de edificios en lugares tan lejanos como Messina, Agrigento, Palermo, Reggio Calabria y Malta 
El terremoto también provocó grandes deslizamientos de tierra, como en Noto Antica y Sortino, y en un caso un gran desprendimiento de rocas represó un arroyo, formando un lago de varios kilómetros de largo. Se crearon varias fracturas grandes con dirección noroeste-sureste hasta 500 metros (1640,4 pies) de largo y 2 metros (6,6 pies) de ancho, en las llanuras justo al sur de Catania. En la misma zona se formaron volcanes de arena por chorros de agua que saltaron a varios metros de altura, y se han registrado fenómenos similares en la llanura de Lentini y a lo largo de algunos valles fluviales.
En Augusta, el tsunami dañó las galeras de los Caballeros de Malta que estaban ancladas en el puerto cuando encallaron durante la retirada inicial del mar.
El número de muertes registradas en ese momento en fuentes oficiales fue de aproximadamente 12.000 en Catania (63% de la población), 5.045 en Ragusa (51%), 3.500 en Siracusa (23%), 3.000 en Noto (25%), 1.840 en Augusta (30%) y 3.400 en Modica (19%). La misma fuente registró un total de 54.000 muertos, mientras que otras fuentes hablan de un total de aproximadamente 60.000. En 1853, Mallet registró 93.000 muertes en su catálogo de terremotos. 

## Secuelas

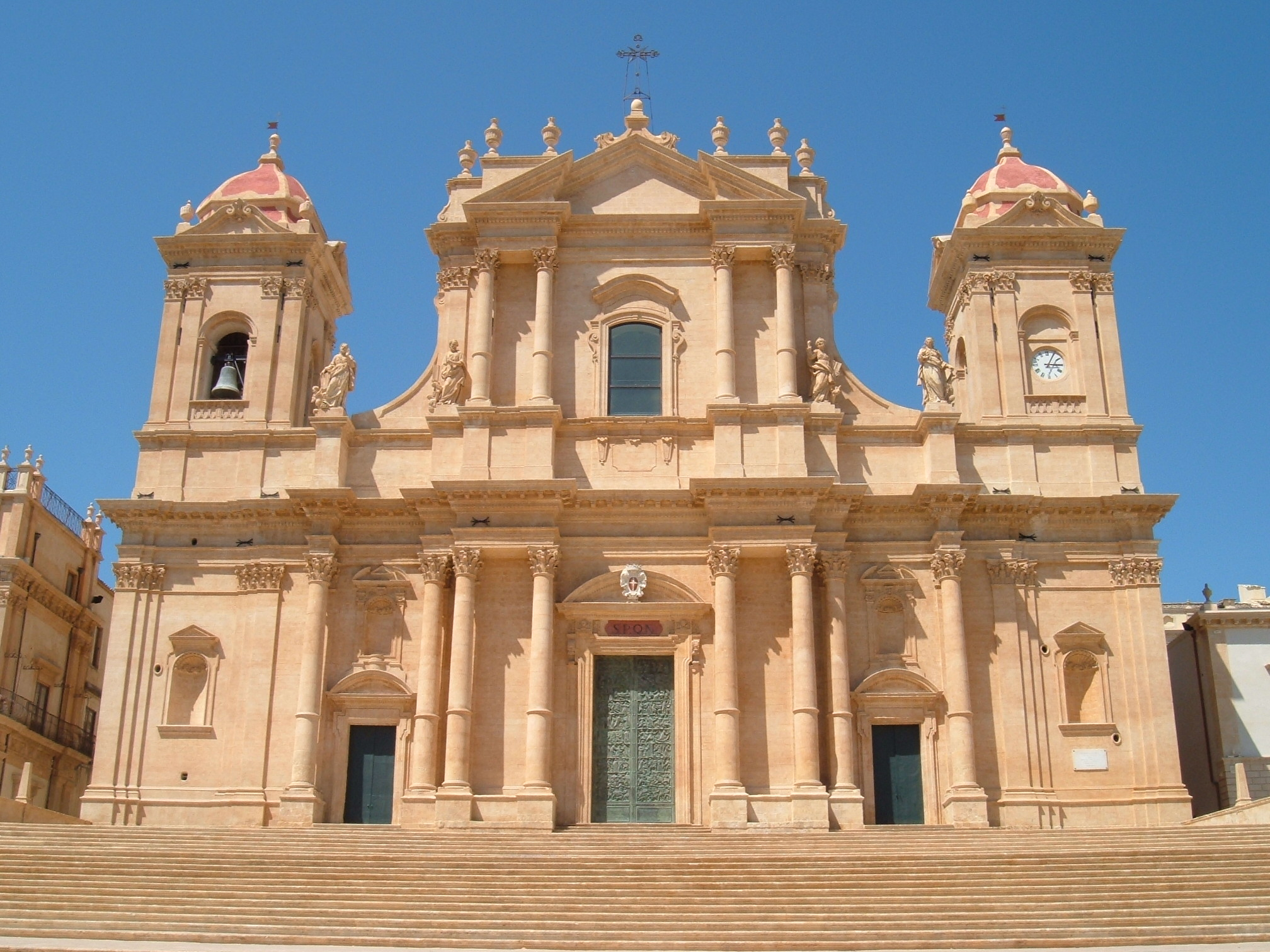
La Catedral de Noto, uno de los muchos edificios construidos en estilo barroco siciliano después del terremoto

### Respuesta
Sicilia estaba en esa época gobernada como parte de la Corona de Aragón por los reyes de España. El virrey en Madrid, el duque de Uceda, reaccionó nombrando a Giuseppe Lanza, duque de Camastra, y al príncipe de Aragón como vicarios generales para las regiones de Val Demone y Val di Noto de Sicilia respectivamente. Por enfermedad, tanto el Príncipe de Aragón como su sustituto, el obispo de Siracusa, no pudieron asumir el cargo de Vicario General del Valle de Noto y el Duque de Camastra se vio obligado a asumir la responsabilidad de ambas zonas. Camastra ya tenía una experiencia considerable como administrador, habiendo servido en varios puestos militares y judiciales de alto nivel. El Virrey también nombró a tres generales como comisionados para organizar los esfuerzos de socorro inmediato en las ciudades más afectadas. Una de las primeras medidas del duque de Camastra fue eximir temporalmente de impuestos a las zonas más afectadas. Entre otros administradores enviados a la zona dañada se encontraba el coronel Don Carlos de Grunenbergh, ingeniero real del Rey de España, que tenía experiencia en la planificación y construcción de fortificaciones.
En Palermo, el Virrey formó dos consejos, uno civil integrado por nobles, y otro eclesiástico formado por altos funcionarios de la iglesia. Se les ordenó reunirse dos veces por semana, y se les encargó la elaboración de planes para la reconstrucción de las ciudades y pueblos más afectados.

### Reconstrucción
Los esfuerzos iniciales de reconstrucción se concentraron en restaurar las defensas militares de Siracusa, Augusta, Catania y Acireale, debido a su importancia estratégica. Los planes de reconstrucción fueron de tres tipos: trasladar la ciudad a un nuevo sitio, reconstruir en el mismo sitio con un plan urbano completamente nuevo o reconstruir utilizando el plan urbano existente. Ejemplos de ciudades que caían en la primera categoría eran Avola y Noto, cuyas antiguas ubicaciones ahora se conocen como Avola Antica y Noto Antica. Catania es un ejemplo de ciudad que fue reconstruida en el mismo sitio según un nuevo plan, adaptando algunas de las estructuras existentes. Siracusa es un ejemplo de una ciudad reconstruida íntegramente según su plan existente. Ragusa fue reconstruida en parte en su antiguo emplazamiento según el plan medieval ( Ragusa Ibla ) y en parte en un emplazamiento nuevo, pero vecino, según un plan "moderno" ( Ragusa Superiore ).
El grado y la extensión de los daños causados por el terremoto provocaron un renacimiento arquitectónico en las ciudades de Sicilia y Malta, un estilo que se ha conocido como barroco siciliano. En esta época se reconstruyeron en este estilo muchos palacios, edificios públicos, catedrales e iglesias. Entre las ciudades que sufrieron graves daños por el terremoto en el que se reconstruyeron muchas de sus estructuras se encuentran Siracusa, Ragusa, Catania, Caltagirone, Palazzolo Acreide, Modica, Comiso, Scicli y Mdina en Malta. Muchas de estas localidades forman parte hoy de la lista de Ciudades del Barroco Tardío del Valle de Noto (Sudeste de Sicilia), declarada Patrimonio de la Humanidad por la UNESCO, inscrita en 1992 en referencia a la "calidad excepcional" del arte y la arquitectura de la región.